# 1436 Salonta
Az 1436 Salonta (ideiglenes nevén 1936 YA) a fő kisbolygóövbe tartozó kisbolygó, melyet 1936. december 11-én fedezett föl Kulin György Budapesten, a Svábhegyi Csillagvizsgálóban. Szülővárosáról, Nagyszalontáról nevezte el.
Kulin György a 803 Picka kisbolygó észlelése közben fedezte fel, az Ikrek és az Orion csillagkép határán. 1937. február 12-éig további tíz felvételt sikerült készítenie róla, majd 1940 augusztusában újra észlelte. Később kiderült, hogy már 1933-ban és 1934-ben is lefotózták Johannesburgban.